# GDL-5
GDL-5 có tên khoa học là Policosanol. Đây là một hợp chất  sinh học được phân lập và tinh chiết từ phấn mía Nam Mỹ, với công nghệ chiết xuất hiện đại giữ lại 5 thành phần quan trọng như Octacosanol, Triacosanol, Nonacosanol, Heptacosanol, Hexacosanol có hiệu quả vượt trội trong việc điều hòa Cholesterol và kiểm soát mỡ máu.